# Intercambiador Niihama
El intercambiador Niihama (新居浜インターチェンジ Niihama-intāchenji?) es un intercambiador que se encuentra en la ciudad de Niihama de la prefectura de Ehime. Es el tercer intercambiador de la autovía de Matsuyama viniendo desde la prefectura de Kagawa.

## Características
Fue inaugurado el 28 de marzo de 1991.
Apenas conocido los planes para la construcción del intercambiador, se inauguró en cercanías un centro de información turística. Pero el alcalde estaba en contra de su construcción y por ello se modificó el emplazamiento del intercambiador, desplazándolo hasta la ciudad de Saijo. Como consecuencia de esta modificación, el centro de información fue cerrado.
A mediados de la década de 1980, el nuevo alcalde expresa la necesidad de un intercambiador para la ciudad, hecho que finalmente se concreta. Pero no se pudo modificar la localización del intercambiador Iyosaijo (que pretendía servir a las ciudades de Niihama y Saijo en conjunto), por lo que terminó siendo poco útil para la ciudad de Saijo, a tal punto que algunos lo denominan intercambiador Niihama-Oeste (新居浜西インターチェンジ Niihamanishi-intāchenji?).

## Cruces importantes
- Ruta Nacional 11 (no en forma directa)

## Alrededores del intercambiador
- Parque Yamane (山根公園 Yamane-kōen?)
- Centro comercial AEON Niihama

## Intercambiador anterior y posterior
- Autovía de Matsuyama

Intercambiador Doi << Intercambiador Niihama >> Intercambiador Iyosaijo